# SAO BIEN – Room for Education
SAO BIEN – Room for Education (Abk.: SAO BIEN, vietnamesisches Wort für Seestern) ist eine spendenbegünstigte Non-Profit-Organisation (NPO), die sich auf Bildungsprojekte in Südostasien, insbesondere Vietnam, spezialisiert hat. Als Verein 2016 in Österreich gegründet, setzt sich SAO BIEN dafür ein, Schulen und andere Bildungseinrichtungen in benachteiligten Gebieten dieser Region zu finanzieren, zu bauen und zu unterstützen.

## Zielsetzung
Die statuarische Hauptmission von SAO BIEN ist es, Kindern in ländlichen und benachteiligten Gebieten Südostasiens Zugang zu Bildung zu ermöglichen und zu fördern. Dies geschieht durch den Bau von Schulen und die Bereitstellung von Bildungsressourcen. Die Organisation handelt dabei im Sinne des Sustainable Development Goal 4 der UN. Ihre Mission zielt darauf ab, für Kinder den Armutskreislauf zu durchbrechen.

## Projekte
Nach Angaben der Vietnam Times hat SAO BIEN bis 2022 insgesamt 36 Schulprojekte in 14 Provinzen Vietnams umgesetzt, darunter Neuerrichtungen, Renovierungen und Instandsetzungen. Bis Ende 2024 soll sich die Zahl laut Website auf über 60 Projekte erhöht haben. Im Jahr 2024 startete SAO BIEN zudem ein Schulbauprojekt mit Unterstützung des Spielzeugherstellers Mattel in der vietnamesischen Provinz Dien Bien.

## Finanzierung
SAO BIEN finanziert Projekte durch private Spenden, institutionelle Fördermittel und Partnerschaften mit internationalen Unternehmen. Die Organisation arbeitet eng mit lokalen Gemeinden und Behörden zusammen, um sicherzustellen, dass die Projekte nachhaltig sind und den Bedürfnissen der Gemeinschaft entsprechen.

## Freiwilligenarbeit
SAO BIEN bietet auch Möglichkeiten für Freiwillige, sich an Projekten zu beteiligen, etwa durch handwerkliche Mithilfe, Bildungsprogramme oder Fundraising-Aktivitäten.

## Rezeption
Die Organisation wurde mehrfach in vietnamesischen und internationalen Medien porträtiert. Die Vietnam Times hebt die Wirkung auf benachteiligte Regionen Vietnams hervor und betont die Anerkennung durch lokale Behörden sowie die österreichische Botschaft. Im Jahr 2024 wurde die Organisation auch von Mattel als Partner ausgewählt, um Bildungsinfrastruktur auszubauen.

## Auszeichnungen
- 2024: Nationaler Freiwilligenpreis Vietnam, SAO BIEN erhält als erste und einzige ausländische Organisation die Auszeichnung der Central Youth Union[10]
- 2018, 2019 und 2023: Gewinner des Wohltätigkeitspreises für die Region Asien der United Nations Women's Guild[11]
- 2017: Gewinner des Publikumspreises für soziale Innovation der SozialMarie[12]

## Funktionsträger
- Obmann: Rüdiger Rücker (organschaftlicher Vertreter nach außen), seit 2016
- Kassier: Burkhard Weiss, seit 2016
- Schriftführer: Christian Janisch, seit 2016
- Projektmanager: Thomas Farthofer, seit 2016
- Wirtschaftsprüfer: Forvis Mazars Audit GmbH Wirtschaftsprüfungsgesellschaft, seit 2020

## Registrierungen
SAO BIEN ist im Zentralen Vereinsregister (ZVR) des österreichischen Bundesministerium für Inneres (BMI) seit 2016 unter der Nummer 539016699 eingetragen und durch das vietnamesische Außenministerium seit 2022 als NPO unter der Nummer 507/CNV-HD registriert. Die Spendenbegünstigungsnummer des österreichischen Bundesministeriums für Finanzen (BMF) lautet SO 16523. SAO BIEN ist Mitglied im Bündnis für Gemeinnützigkeit, der Interessenvertretung des gemeinnützigen Sektors und der Freiwilligenorganisationen.